# Столбов, Семён Сергеевич
Семе́н Серге́евич Столбо́в (род. 25 февраля 2003, Раменское, Московская область) — российский футболист, защитник клуба «Оренбург».

## Биография
Родился в Раменском.
Футболом начал заниматься в раменской СШ «Авангард-Пионер». В апреле 2015 года перешёл в академию «Чертаново». В 2016 году присоединился к академии «Рубина». 
С 24 августа 2017 по 24 февраля 2021 года выступал за «ФШМ».
25 февраля 2021 года подписал контракт с клубом «Оренбург». 
6 марта 2021 года был арендован белорусским клубом «Минск». 20 марта 2021 года в матче чемпионата Беларуси против брестского «Руха» дебютировал в профессиональном футболе. 
2 декабря 2021 года после окончания срока аренды покинул «Минск».
2 ноября 2023 года дебютировал в составе основной команды «Оренбурга» в матче Кубка России против ЦСКА.
30 ноября 2024 года сыграл дебютный матч в РПЛ против клуба «Акрон».

## Статистика выступлений
| Выступление      | Выступление       | Выступление      | Лига | Лига | Кубки | Кубки | Итого | Итого |
| Клуб             | Лига              | Сезон            | Игры | Голы | Игры  | Голы  | Игры  | Голы  |
| ---------------- | ----------------- | ---------------- | ---- | ---- | ----- | ----- | ----- | ----- |
| Оренбург         | РПЛ               | 2023/24          | 0    | 0    | 2     | 0     | 2     | 0     |
| Оренбург         | РПЛ               | 2024/25          | 2    | 0    | 3     | 0     | 5     | 0     |
| Оренбург         | Итого             | Итого            | 2    | 0    | 5     | 0     | 7     | 0     |
| → Минск          | Высшая лига       | 2021             | 9    | 0    | 1     | 0     | 10    | 0     |
| → Минск          | Итого             | Итого            | 9    | 0    | 1     | 0     | 10    | 0     |
| → Оренбург-2     | Второй дивизион   | 2021/22          | 10   | 0    | —     | —     | 10    | 0     |
| → Оренбург-2     | Вторая лига       | 2022/23          | 21   | 1    | —     | —     | 21    | 1     |
| → Оренбург-2     | Вторая лига («Б») | 2023             | 13   | 0    | —     | —     | 13    | 0     |
| → Оренбург-2     | Вторая лига («Б») | 2024             | 19   | 0    | —     | —     | 19    | 0     |
| → Оренбург-2     | Итого             | Итого            | 63   | 1    | —     | —     | 63    | 1     |
| Всего за карьеру | Всего за карьеру  | Всего за карьеру | 74   | 1    | 6     | 0     | 80    | 1     |